# Anthony Lopes
Pour les articles homonymes, voir Lopes.
Anthony Lopes, né le 1er octobre 1990 à Givors (Rhône), est un footballeur international portugais jouant au poste de gardien de but au FC Nantes.

## Biographie

### Débuts et formation
Anthony Lopes est supporter de l'Olympique lyonnais dans sa jeunesse et est membre du groupe des Bad Gones. Il commence sa carrière au club chez les jeunes en 2007. Il signe son premier contrat professionnel en 2010. En 2012, à la suite du départ d'Hugo Lloris, il devient gardien no 2 derrière Rémy Vercoutre. Il dispute son premier match professionnel à l'occasion du huitième de finale de Coupe de la Ligue entre l'OGC Nice et Lyon où son club s'incline 3-1. Il fait ses premiers pas en Ligue Europa, contre Kiryat Shmona le 6 décembre 2012,. En fin de saison 2012-2013, Rémy Vercoutre se blesse gravement et Anthony Lopes prend alors sa place dans les buts lyonnais pour les derniers matches de la saison.

### Carrière en club

#### Olympique lyonnais (2012-2024)

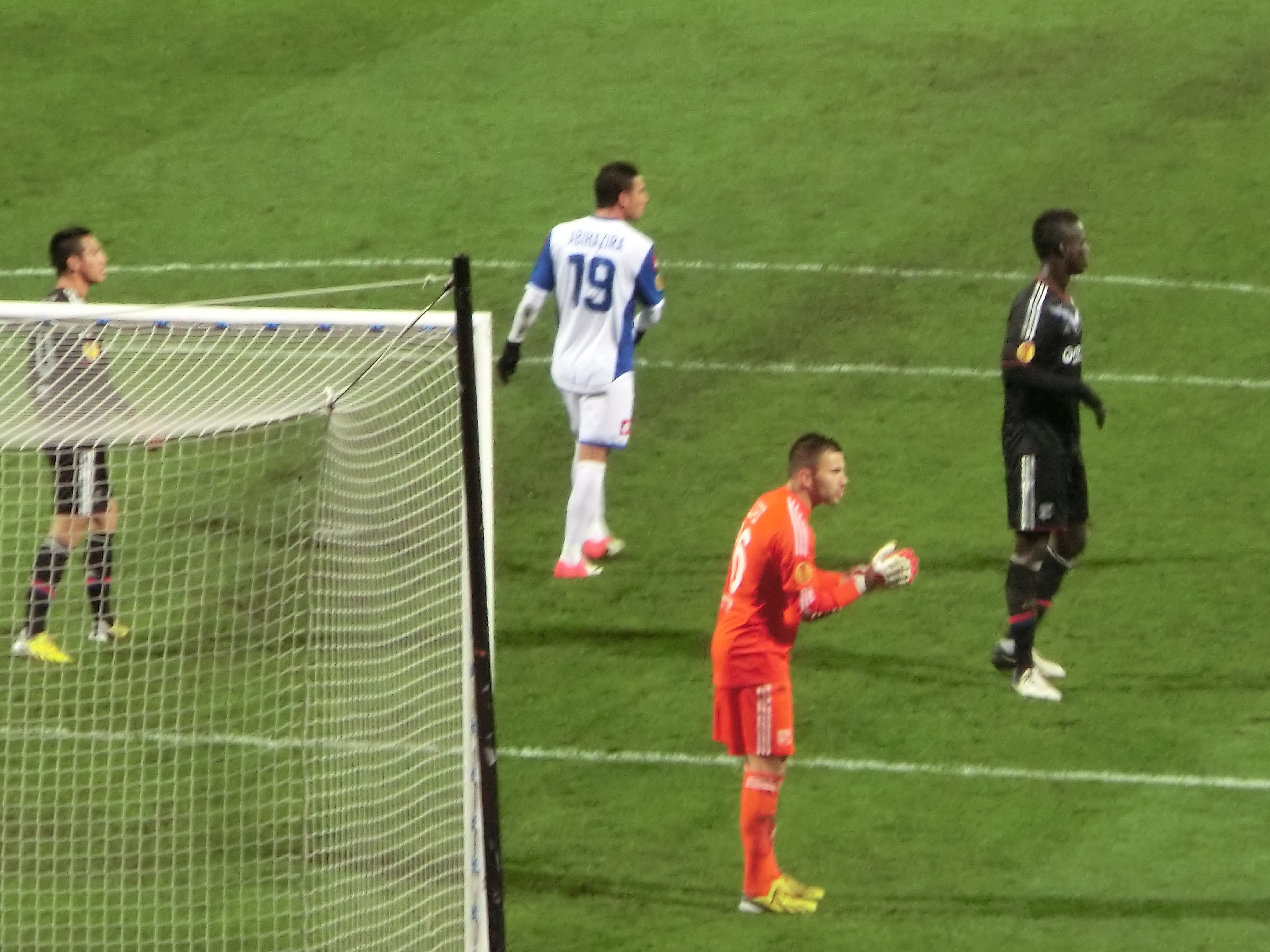
Anthony Lopes lors d'un match de la Ligue Europa en 2012

Il commence la saison suivante en tant que titulaire et joue ensuite ses premiers matchs en Ligue des champions, lors du 3e tour préliminaire contre le Grasshopper Zurich. Ses interventions décisives, notamment lors du match retour, permettent à l'Olympique lyonnais de se qualifier pour les barrages de la Ligue des champions.
Le 2 novembre 2013, alors que le club mène 2-0 face à l'EA Guingamp, il se blesse. Les premières informations disent que sa blessure est au dos. Selon OLTV, il a une double fracture des vertèbres, il est annoncé 2 à 3 mois sans jouer, mais il fait son retour face au Vitória Guimarães dès le 12 décembre 2013. Malgré sa taille assez moyenne chez les gardiens, sa très bonne détente compense sa taille. De plus il n'a pas peur de sortir de sa cage pour protéger son ballon. Il est doté d'une très bonne vivacité et d'une très bonne analyse du jeu. Il est considéré comme un futur grand gardien. Sa force mentale l'aide à surmonter les difficultés qu'il rencontre. Le 4 janvier 2014, Rémi Garde annonce qu'Anthony sera désormais le gardien numéro 1 dans la hiérarchie, malgré le retour de Rémy Vercoutre . Il perd contre le Paris SG lors de la finale de la Coupe de la Ligue en 2014.
À la suite du départ de Rémy Vercoutre au Stade Malherbe de Caen, Anthony Lopes portera le numéro 1 lors de la saison 2014-2015. Dans la hiérarchie, il sera le gardien numéro 1 devant Mathieu Gorgelin. Lors d'un match contre les Girondins de Bordeaux en Ligue 1 pour le compte de la 19e journée, il délivre une passe décisive pour Nabil Fekir, pour une victoire finale 5-0 en terre girondine. Après avoir fini vice-champion de France derrière le Paris SG, il retrouve le club de la capitale lors du Trophée des Champions 2015, mais s'incline.
Il dispute la saison 2015-2016 en tant que titulaire indiscutable, ne cédant que rarement sa place à Mathieu Gorgelin, son remplaçant, et ce, sur blessure ou en coupes nationales, comme face au Paris SG lors d'une défaite deux buts à un en quart de finale de Coupe de la Ligue ou au FC Nantes en championnat en première moitié de saison à la suite du forfait sur blessure de Lopes. L'arrivée de Bruno Génésio en tant qu’entraîneur de l'Olympique lyonnais à la place de Hubert Fournier, limogé, ne vient pas bousculer sa situation. Il effectue face au SM Caen son 100e match avec l'Olympique lyonnais lors d'une victoire quatre buts à un.
Il attaque la saison 2016-2017 comme titulaire indiscutable. Auréolé d'un titre de champion d'Europe avec le Portugal, il réalise cependant un début de saison en demi-teinte, mais parvient à sauver des matchs, comme lors de la victoire 1-0 de l'Olympique lyonnais contre le LOSC. Le 3 décembre 2016, lors du match opposant son équipe au FC Metz, il est victime de plusieurs jets de pétards. Il est directement emmené aux urgences pour passer une série de contrôles médicaux, le match est arrêté peu après la demi-heure de jeu puis définitivement reporté. Anthony Lopes souffre d'une surdité traumatique.
Le 20 avril 2017, lors du quart de finale retour de la Ligue Europa contre le Beşiktaş, Lopes arrête deux tirs au but permettant à son équipe de rejoindre les demi-finales.
En 2020 il fait partie des 50 joueurs nommés pour l'équipe de l'année de l'UEFA.
Le 3 octobre 2021, lors d'un match contre l’AS Saint-Étienne à Geoffroy-Guichard, il reçoit le tout premier carton rouge de sa carrière à la suite d'une main en dehors de sa surface de réparation pour détourner un lob de Denis Bouanga. Le score est alors de 1-0 en faveur de l'OL, qui se fait finalement rejoindre dans le temps additionnel (1-1). Cette expulsion lui vaut 2 matches de suspension, dont 1 avec sursis.
Il manque plusieurs matchs en mars 2023 en raison d'une fracture à un doigt.
Lors de la saison 2023-2024, son équipe est dans un rôle inédit, le maintien. Ses performances font débat. Si certains pensent qu'il est un des nombreux facteurs du déclin lyonnais, d'autres estiment qu'il est encore un des meilleurs joueurs lyonnais. Anthony Lopes doit faire face à une grande pression médiatique après l'arrivée de Lucas Perri comme gardien supplémentaire à l'OL. Malgré tout, il devient à la 27e journée, lors du match contre le Stade de Reims, le deuxième gardien le plus capé du club en Ligue 1 devant Grégory Coupet avec 371 matchs joués.

#### FC Nantes (depuis 2024)
Le 30 décembre 2024 et après vingt-quatre années passées à l'OL, Anthony Lopes résilie son contrat dans le Rhône et rejoint le FC Nantes. Il paraphe alors un contrat de six mois (avec option) au sein de l'équipe alors entrainé par Antoine Kombouaré. Il joue son premier match le 10 janvier en championnat contre le Lille OSC.

### Équipe du Portugal

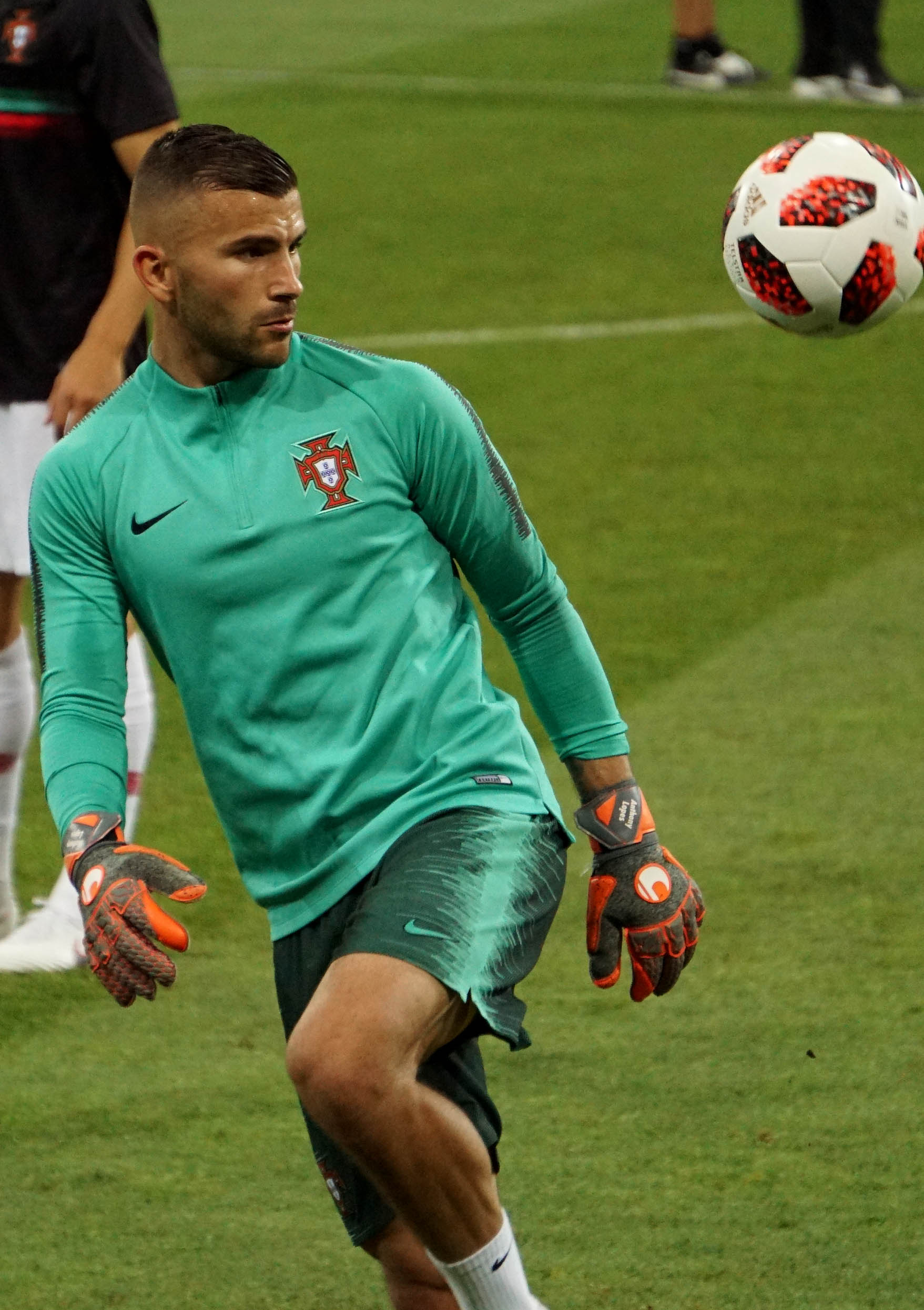
Lopes avec le Portugal en 2018.

Chez les jeunes, la convocation de son coéquipier de l'Olympique lyonnais Mathieu Gorgelin en équipe de France espoirs l'incite alors à opter définitivement pour le choix de la sélection portugaise dont il a fréquenté les catégories jeunes.
Le 4 septembre 2013, à la suite du forfait de Beto, il est convoqué par Paulo Bento en équipe du Portugal. Anthony Lopes est régulièrement appelé avec l'équipe du Portugal lors des matchs de préparation au Mondial 2014 au Brésil. Il n'est pas retenu pour la compétition, ne figurant que dans la liste des réservistes.
Le 31 mars 2015, il honore sa première sélection face au Cap-Vert, durant laquelle il encaisse deux buts (rencontre perdue 2-0).
Il prend par la suite la place de second gardien de l'équipe lusitanienne, disputant quelques rencontres de préparation à l'Euro 2016 en France. Il est appelé pour l'Euro 2016 mais ne dispute pas la moindre minute de cette compétition victorieuse pour le Portugal.
Il est de nouveau sélectionné pour la Coupe du monde 2018 et l'Euro 2020. Il est en revanche absent de la liste de Fernando Santos, pour disputer la Coupe du monde 2022. Il est également absent de la liste de l'Euro 2024 de Roberto Martínez.

## Statistiques

### Statistiques en professionnel
| Saison                | Club                  | Championnat           | Championnat | Championnat | Coupe nationale | Coupe nationale | Coupe de la Ligue | Coupe de la Ligue | Supercoupe | Supercoupe | Compétition(s) continentale(s) | Compétition(s) continentale(s) | Compétition(s) continentale(s) | Total | Total |
| Saison                | Club                  | Division              | M.          | B.          | M.              | B.              | M.                | B.                | M.         | B.         | Comp.                          | M.                             | B.                             | M.    | B.    |
| 2012-2013             | Olympique Lyonnais    | Ligue 1               | 5           | 0           | 0               | 0               | 1                 | 0                 | -          | -          | C3                             | 1                              | -                              | 7     | 0     |
| 2013-2014             | Olympique Lyonnais    | Ligue 1               | 32          | 0           | -               | -               | 4                 | 0                 | -          | -          | C1+C3                          | 4+9                            | 0                              | 49    | 0     |
| 2014-2015             | Olympique Lyonnais    | Ligue 1               | 38          | 0           | 2               | 0               | 1                 | 0                 | -          | -          | C3                             | 4                              | 0                              | 45    | 0     |
| 2015-2016             | Olympique Lyonnais    | Ligue 1               | 37          | 0           | 3               | 0               | -                 | -                 | 1          | 0          | C1                             | 6                              | 0                              | 47    | 0     |
| 2016-2017             | Olympique Lyonnais    | Ligue 1               | 37          | 0           | 2               | 0               | -                 | -                 | 1          | 0          | C1+C3                          | 6+8                            | 0                              | 54    | 0     |
| 2017-2018             | Olympique Lyonnais    | Ligue 1               | 34          | 0           | 4               | 0               | -                 | -                 | -          | -          | C3                             | 10                             | 0                              | 48    | 0     |
| 2018-2019             | Olympique Lyonnais    | Ligue 1               | 34          | 0           | 5               | 0               | -                 | -                 | -          | -          | C1                             | 8                              | 0                              | 47    | 0     |
| 2019-2020             | Olympique Lyonnais    | Ligue 1               | 26          | 0           | 4               | 0               | 1                 | 0                 | -          | -          | C1                             | 10                             | 0                              | 41    | 0     |
| 2020-2021             | Olympique Lyonnais    | Ligue 1               | 38          | 0           | 1               | 0               | -                 | -                 | -          | -          | -                              | -                              | -                              | 39    | 0     |
| 2021-2022             | Olympique Lyonnais    | Ligue 1               | 34          | 0           | 1               | 0               | -                 | -                 | -          | -          | C3                             | 5                              | 0                              | 40    | 0     |
| 2022-2023             | Olympique Lyonnais    | Ligue 1               | 32          | 0           | 5               | 0               | -                 | -                 | -          | -          | -                              | -                              | -                              | 37    | 0     |
| 2023-2024             | Olympique Lyonnais    | Ligue 1               | 31          | 0           | 2               | 0               | -                 | -                 | -          | -          | -                              | -                              | -                              | 33    | 0     |
| 2024-2025             | Olympique Lyonnais    | Ligue 1               | -           | -           | -               | -               | -                 | -                 | -          | -          | C3                             | -                              | -                              | 0     | 0     |
| Sous-total            | Sous-total            | Sous-total            | 378         | 0           | 29              | 0               | 7                 | 0                 | 2          | 0          | -                              | 73                             | 0                              | 489   | 0     |
| 2024-2025             | FC Nantes             | Ligue 1               | 18          | 0           | -               | -               | -                 | -                 | -          | -          | -                              | -                              | -                              | 18    | 0     |
| Total sur la carrière | Total sur la carrière | Total sur la carrière | 396         | 0           | 29              | 0               | 7                 | 0                 | 2          | 0          | -                              | 73                             | 0                              | 507   | 0     |

### En sélection nationale
| Saison                | Sélection             | Phases finales        | Phases finales | Phases finales | Éliminatoires | Éliminatoires | Ligue des nations | Ligue des nations | Matchs amicaux | Matchs amicaux | Total | Total |
| Saison                | Sélection             | Compétition           | M              | B              | M             | B             | M                 | B                 | M              | B              | M     | B     |
| --------------------- | --------------------- | --------------------- | -------------- | -------------- | ------------- | ------------- | ----------------- | ----------------- | -------------- | -------------- | ----- | ----- |
| 2014-2015             | Portugal              | -                     | -              | -              | -             | -             | -                 | -                 | 1              | 0              | 1     | 0     |
| 2015-2016             | Portugal              | Euro 2016             | 0              | 0              | -             | -             | -                 | -                 | 3              | 0              | 3     | 0     |
| 2017-2018             | Portugal              | Coupe du monde 2018   | 0              | 0              | -             | -             | -                 | -                 | 3              | 0              | 3     | 0     |
| 2020-2021             | Portugal              | Euro 2020             | 0              | 0              | 3             | 0             | 2                 | 0                 | 1              | 0              | 6     | 0     |
| 2021-2022             | Portugal              | -                     | -              | -              | -             | -             | -                 | -                 | 1              | 0              | 1     | 0     |
| Total sur la carrière | Total sur la carrière | Total sur la carrière | 0              | 0              | 3             | 0             | 2                 | 0                 | 9              | 0              | 14    | 0     |

## Palmarès

### En club
Avec l'Olympique lyonnais, Anthony Lopes est vice-champion de France en 2015 et 2016.
Il est également finaliste de la Coupe de la Ligue en 2014, en 2020 et de la Coupe de France en 2024.

### En sélection
Avec l'équipe du Portugal, Lopes remporte le Championnat d'Europe en 2016.

## Distinctions
- Commandeur de l'Ordre du Mérite[24]